# أمريكا المفتوحة 1973 (كرة مضرب)
قائمة بالأبطال في بطولة 1973 أمريكا المفتوحة:

## الكبار

### فردي رجال
جون نيوكومب هزم  يان كوديش, 6-4, 1-6, 4-6, 6-2, 6-3

### فردي سيدات
مارغريت كورت هزم  إيفون غولاغونغ 7-6, 5-7, 6-2

### زوجي رجال
أوين دافيدسن و جون نيوكومب هزم  رود لافر و كين روزوال, 7-5, 2-6, 7-5, 7-5

### زوجي سيدات
مارغريت كورت و فيرجينا ويد هزم  روزي كاسالس و بيلي جين كينغ, 3-6, 6-3, 7-5

### زوجي مختلط
بيلي جين كينغ و أوين دافيدسن هزم  مارغريت كورت و مارتي رايسن, 6-3, 3-6, 7-6

## الشباب

### فردي بنات
بدأت هذه البطولة في 1974

### زوجي أولاد
بدأت هذه البطولة في 1987

### زوجي بنات
بدأت هذه البطولة في 1987